# San Esteban (barco de 1588)
El San Esteban era una carraca de la Armada española que participó en la campaña de 1588 de la Armada Invencible contra Inglaterra y que acabó naufragando en la costa oeste de Irlanda. Todos los supervivientes fueron tomados prisioneros y luego ahorcados.

## Armada española
Fue construido, probablemente, en Cantabria en 1586. En octubre de 1585 el rey Felipe II había decidido invadir Inglaterra. Con tal motivo fletó la mayor flota vista hasta entonces que debía viajar desde los puertos españoles y portugueses hasta los Países Bajos, desde donde escoltaría un ejército invasor bajo el mando de Alejandro Farnesio, duque de Parma. El navío quedó asignado al escuadrón guipuzcoano, que estaba liderado por el almirante Miguel de Oquendo, segundo de la Armada. El capitán del San Esteban era Felipe de Córdoba. Llevaba 196 soldados y 68 marineros.
La Armada zarpó de Coruña el 19 de julio de 1588 y entró en el Canal de la Mancha el 30 de julio. La flota fue atacada repetidamente por barcos ingleses mientras cruzaba el canal. El 8 de agosto hubo una lucha confusa cerca de las Gravelinas. Durante este enfrentamiento, el viento y las tormentas hicieron que la flota se desviara de su rumbo y acabara perdida en su mayoría en el mar del Norte. No le fue posible regresar a territorio seguro para escoltar a las tropas del duque de Parma, por lo que los españoles se vieron obligados a abandonar la empresa.
La Armada intentó regresar a España navegando hacia el norte, rodeando Escocia y bordeando la costa oeste de Irlanda. Sin embargo, las cartas de navegación eran inexactas y navegaban por aguas desconocidas. 26 de los 128 barcos que hasta entonces habían aguantado la campaña naufragaron en la costa irlandesa. El San Esteban naufragó el 20 de septiembre de 1588 cerca de la desembocadura del río Doonbeg, en el oeste de Irlanda. Ese mismo día, la San Marcos fue destruida cerca de lo que ahora se llama Spanish Point, en el condado de Clare.

## Acciones posteriores
Sesenta hombres del San Esteban lograron llegar a tierra después del hundimiento de la nave. Algunos de los sobrevivientes fueron asesinados nada más llegar por la gente local o por los soldados ingleses. Otros, entre ellos cuatro supervivientes del San Marcos, fueron tomados cautivos por Boetius Clancy, Alto Sheriff de Clare, y retenidos en su castillo cerca del actual Spanish Point. Organizó que todos los prisioneros fueran colgados en Cnoc na Crocaire. Fueron enterrados en una fosa común que sigue llamándose Tuama na Spaineach (tumba de los españoles). A pesar de una búsqueda exhaustiva, el sitio exacto del accidente sigue siendo incierto.